# Popolare (singolo)
Popolare è un singolo dei cantautori italiani Michele Bravi e Mida, pubblicato il 23 maggio 2025.

## Descrizione
Il brano, scritto da entrambi gli artisti con Antonio Caputo, in arte Kaput, è prodotto dallo stesso Michele Bravi con Emanuele Cotto, in arte Etta Matters o più semplicemente Etta, ed è nato durante i viaggi di Bravi tra il Brasile e il New Orleans, in particolare durante il Mardi Gras, ossia l'ultimo giorno del Carnevale.

## Video musicale
Il video musicale, diretto da Dominga Lussone, è stato pubblicato in concomitanza all'uscita del brano attraverso il canale YouTube di Michele Bravi e ha visto la partecipazione di diversi volti del mondo della musica, dello spettacolo e dello sport, tra cui Priestess Miriam, Fiorella Mannoia, Enzo Miccio, Drusilla Foer, Gerry Scotti, Vittoria Ricci, Simona Ventura, Chiara Ferragni, Maria Grazia Cucinotta, Tommaso Cassissa, Simone Guidarelli, Valeria Angione, Pierluca Mariti, Adele Bonolis, Angelo Madonia, Karma B, Giulia Stabile, Ilenia Pastorelli, Tormento, Concita De Gregorio, Lillo, Giulia Salemi, Vanessa Incontrada, Benedetta Mazza, Federica Favara Scacco, La Zac, Debora Villa, Camilla Ghini, Gabibbo, Paolo Camilli, Kaput, Piero Piazzi, Giulia Penna, Luigi Giaretti, Carlotta Marioni, Giorgio Martelli, Francesco Cicconetti, Flavia Arditi, Cristina D'Avena, Emily Pallini, Massimo Lopez, Danilo Bertazzi, Veronica Angeloni, Filippo Bisciglia, Edoardo Prati, Nonna Luigina, Davide Moia, Etta, Carla Bruni, Eugenio in Via Di Gioia, Paolo Stella, Rossella Fiamingo, Cristiano Malgioglio e Carlo Conti.

## Tracce
Testi e musiche di Michele Bravi, Christian Prestato e Antonio Caputo.
1. Popolare – 2:25
2. Popolare (Gabry Ponte Remix) – 2:25

## Formazione
- Michele Bravi – voce, chitarra, produzione
- Christian "Mida" Prestato – voce
- Emanuele "Etta" Cotto – produzione

## Classifiche
| Classifica (2025) | Posizione massima |
| ----------------- | ----------------- |
| Italia            | 83                |